# Roberto Carlos García
Roberto Carlos García Hernández (Santa Cruz de Tenerife, 31 de agosto de 1982) es un exfutbolista español. Su demarcación era la de defensa lateral izquierdo.

## Clubes
| Club            | País   | Temporadas |
| --------------- | ------ | ---------- |
| CD Tenerife     | España | 2003-2004  |
| Málaga B        | España | 2004-2005  |
| CD Tenerife     | España | 2005-2006  |
| Málaga B        | España | 2006-2007  |
| UD Vecindario   | España | 2007-2008  |
| UDA Gramanet    | España | 2008-2009  |
| CD Leonesa      | España | 2009-2010  |
| Atl. Granadilla | España | 2010-2013  |
| CD Marino       | España | 2013-2014  |